# Die Rückkehr des Grafen von Gleichen
Die Rückkehr des Grafen von Gleichen ist der Bildtitel eines Gemäldes von Moritz von Schwind. Das Gemälde gehört zum Bestand der Sammlung Schack in München.

## Geschichte
Literaturvorlage für das Gemälde ist die mittelalterliche Sage „Der Graf von Gleichen“. Ein Graf aus dem  thüringischen Adelsgeschlecht Gleichen wird bei einem Kreuzzug gefangen genommen und von einem Sultan jahrelang als Sklave gehalten. Die Tochter des Sultans verliebt sich in ihn und befreit ihn mit der Bedingung, dass er sie heiratet und mit sich nimmt. Der Graf, der bereits verheiratet ist und zwei Kinder hat, erhält vom Papst die Dispens für eine Doppelehe, heiratet die Sultanstochter und kehrt mit ihr nach Thüringen zurück.
Moritz von Schwind hatte sich schon seit 1826 mit der Sage beschäftigt und mehrere Entwürfe und Skizzen angefertigt. In dem Revolutionsjahr 1848 erstellte er einen mittlerweile verschollenen Karton für ein Gemälde. Er sah darin einen Beitrag für eine nationale Kunst.

„In meiner Art ist da auch von Deutschland die Rede, aber nicht im Sinne des demokratischen Vereins.“

Als der Literat und Dichter Adolf Friedrich von Schack später diesen Karton sah, gab er bei Schwind das Gemälde für seine Sammlung in Auftrag. 1864 vollendete Schwind das Gemälde und übergab es an Schack.

## Beschreibung
Das Gemälde hat eine Höhe von 229 cm und eine Breite von 188,5  cm. Es ist mit Ölfarbe auf Leinwand gemalt.
Es zeigt den Moment, als der zurückkehrende Graf seiner ersten Frau begegnet, die ihm von der Burg Gleichen aus entgegengekommen ist. Das Treffen findet auf einer Waldlichtung statt. Im Hintergrund ist die auf einem bewaldeten Berg stehende Burg abgebildet. Die Heimkehrenden kommen von links, die auf sie Wartenden nehmen die rechte Bildhälfte ein. In der Mitte umarmt der Graf seine erste Frau, neben der seine beiden Kinder stehen. Links hinter dem Grafen sitzt seine zweite Frau auf einem Pferd.
Durch verschiedene Darstellung der Figuren von idealtypisch für Adlige und Höflinge bis derb für Soldaten, Bauern und Dienstboten stellt Schwind die ständische Gliederung der Gesellschaft dar. Die Darstellung ist eher linear-flächig ohne große Tiefenwirkung. Vorherrschende Elemente sind Konturen und Farbflächen, was Schwinds Auffassung für eine erneuerte deutsche Kunst zum Ausdruck bringt.